# آرنه لاي
آرنه لاي هو سياسي نرويجي، ولد في 16 يناير 1927، وتوفي في 25 سبتمبر 1996. نشط حزبياً في حزب العمال. وقد انتخب وزير دولة ‏ مكتب رئيس الوزراء ‏ (16 أكتوبر 1973 – 15 يناير 1976) وانتخب وزير دولة ‏ مكتب رئيس الوزراء ‏ (19 مارس 1971 – 18 أكتوبر 1972).

## وصلات خارجية
- آرنه لاي على موقع IMDb (الإنجليزية)